# Nederlandse orde van advocaten
De Nederlandse orde van advocaten (NOvA) is de publiekrechtelijke beroepsorganisatie van de advocatuur (een openbaar lichaam), en is krachtens de Advocatenwet ingesteld op 1 oktober 1952. Iedere advocaat maakt van rechtswege deel uit van de orde; de ledenlijst wordt tableau genoemd. De Nederlandse orde van advocaten is op grond van de wet gevestigd in Den Haag.

## Organisatie van de NOvA
De NOvA bestaat naast de plaatselijke Orden van Advocaten die eveneens in de Advocatenwet zijn geregeld en waarvan er in elk arrondissement één te vinden is. De organen van de NOvA zijn onder meer de algemene raad en het college van afgevaardigden. Aan het hoofd van de Nederlandse orde van advocaten staat de deken. Bij de plaatselijke Orden van Advocaten is een dergelijke indeling te vinden; zij zijn autonoom en hebben hun eigen deken, die voorzitter is van de plaatselijke Raad. De Nederlandse orde van advocaten is bevoegd om verordeningen uit te vaardigen die bindend zijn voor haar leden. 
De NOvA geeft periodiek het Advocatenblad uit, dat aan alle leden wordt toegezonden.

## De Nederlandse Orde van Advocaten in Brussel
Ook de Nederlandstalige balie van Brussel noemt zich de Nederlandse Orde van Advocaten. Het is een afdeling van de Orde van Vlaamse Balies, die bestaat naast de gecombineerde Franstalige/Duitstalige orde.